# مزرعه زادمایه

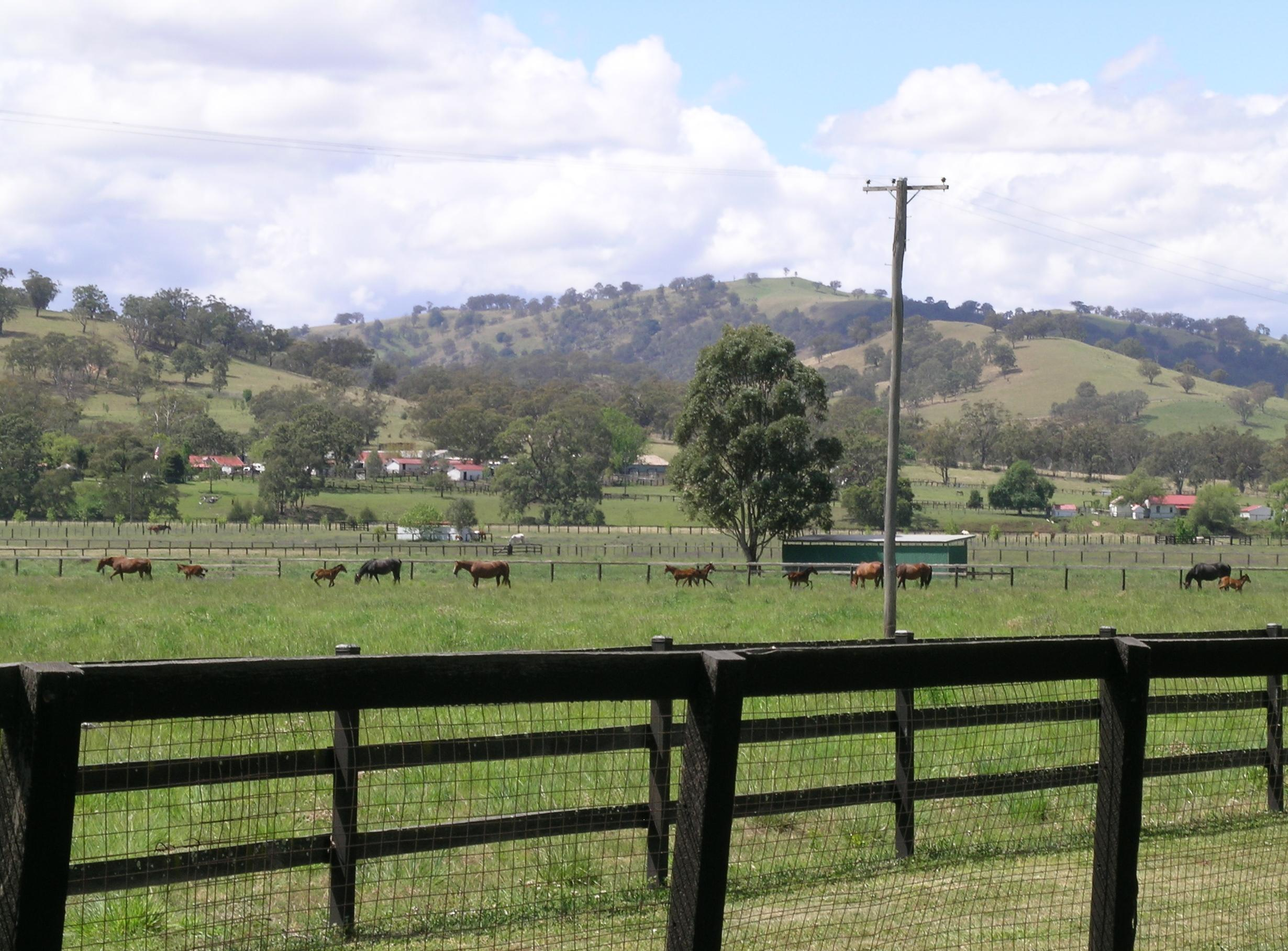
مزرعه زادمایه اسب اصیل تروبرد، موررونوندی، نیو ساوت ولز

مزرعه زادمایه (به انگلیسی: Stud farm) در دام‌پروری تأسیساتی برای زادگیری گزینشی دام است. کلمه " زادمایه " از واژه انگلیسی قدیمی stod به معنای "گله اسب‌ها، جایی که اسب‌ها برای زادگیری" نگهداری می‌شوند، گرفته شده‌است. از لحاظ تاریخی، مستندات مربوط به زاد و ولدهایی که در یک مزرعه زادمایه رخ می‌دهد سبب گسترش کتاب زادمایه می‌شود. جانوران نر که برای زادگیری در اختیار جانوران ماده خارجی قرار می‌گیرند، گفته می‌شود که «در محل زادمایه ایستاده» یا «خدمت زادمایه» هستند، که اشاره به احتمال نسبتاً بالایی دارد که آنها در مزرعه زادمایه نگهداری می‌شوند.
کلمه زادمایه اغلب به جانوران اهلی بزرگ‌تر (به‌ویژه در مزرعه) مانند گاو و اسب محدود می‌شود. یک واژگان تخصصی دیگر برای زادمایه در جانوران دیگر، مانند سگ‌دانی (برای سگ)، گربه‌خانه (برای گربه) و باغ پرندگان (برای پرندگان) وجود دارد.

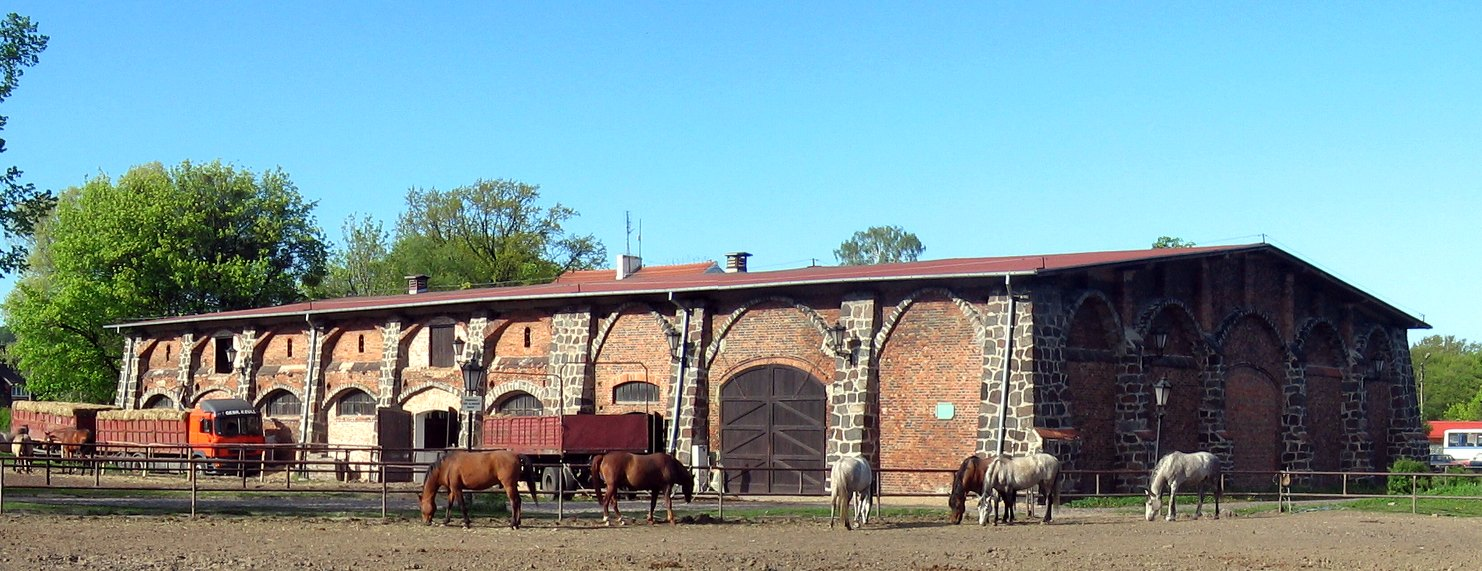
یک مزرعه زادمایه بزرگ در گدنیا، لهستان

مدیر زادمایه یا استاد زادمایه فردی است که پاسخگوی ذخیره زادگیری یک کارفرما است. این اصطلاح معمولاً برای افرادی که با سگ یا اسب کار می‌کنند به کار می‌رود و معمولاً بدون توجه به جنسیت استفاده می‌شود.